# Олійник Володимир Петрович
Володимир Петрович Олійник (25 вересня 1932, Слободище — 10 листопада 2006) — кандидат філологічних наук, професор кафедри телебачення і радіомовлення Інституту журналістики Київського університету імені Т. Шевченка, науковий керівник Вищої школи реклами. Член Національної спілки журналістів України (з 1964 року).

## Життєпис
Народився 25 вересня 1932року в селі Слободищі Іллінецького району Вінницької області. Закінчив філологічний факультет Київського державного педагогічного інституту. У 1955—1958 роках навчався в аспірантурі. Захистив кандидатську дисертацію на тему «Реалізм Степана Васильченка».
Викладав навчальні курси та дисципліни:
- Теорія і практика радіожурналістики;
- Реклама і «паблік рилейшинз»;
- Риторика (неориторика).

З серпня 1958 по вересень 1967 року — редактор, старший редактор дирекції радіомовлення на закордон Держтелерадіо України. З вересня 1967 року — старший викладач, доцент факультету журналістики, професор, з липня 1994 по липень 1998 року — завідувач кафедри телебачення і радіомовлення Інституту журналістики Київського університету імені Т. Шевченка.

Могила Володимира Олійника

Помер 10 листопада 2006 року. Похований в Києві на Байковому кладовищі (ділянка № 49а).

## Праці
Автор навчального посібника «Радіопубліцистика. Проблеми теорії та майстерності (рос.)» (1978, видавництво Київського університету), книги «Творчість Степана Васильченка» (1979, видавництво Київського університету), брошур, статей, циклів радіопрограм.